# محمد الحسینی محمدی
محمد الحسینی محمدی (انگلیسی: Mohamed El-Husseini؛ زادهٔ ۲۹ سپتامبر ۱۹۸۲) بازیکن والیبال اهل مصر است.